# 白梅学园短期大学
白梅学园短期大学（日语：／ Shiraume Gakuen Tankidaigaku *），简称白梅短大，是一所位于日本东京都小平市的私立短期大学。

## 概要

### 简介
- 源流成立于1942年[1][2]。短期大学为于1957年开办[2][1]、由学校法人白梅学园经营。为男女同校。

### 历史
- 1957年 白梅学园短期大学成立并同时设置一个学科即保育科、有两个课程以下列举[2][3]。
  - 第一部
  - 第二部[注 2][3]。
- 1961年 心理技术科成立、有两个课程以下列举[2][3]。
  - 第一部
  - 第二部[注 2]。
- 同年 保育专攻成立于专科、有两个课程以下列举[2][3]。
  - 第一部[注 5]。
  - 第二部[注 2]。
- 1966年 教养科[注 5]成立[2][3]。
- 1989年 福利专攻成立于专科。
- 1998年 福利援助学科[注 6]成立[2][3]。

### 宪章
- 请参看白梅学园短期大学的标志[永久] （日語） 2014年2月18日阅览。

## 学校环境
- 校区：在小平市

## 历任校长
- 汐见稔幸：现在短期大学校长[2]

## 组织

### 学科
- 保育科

### 前学科
| - 保育科 - 第一部 - 第二部 - 心理技术科 - 第一部 - 第二部 - 教养科 - 福利援助学科 |

### 专科
| - 保育专攻 - 第一部 - 第二部 - 福利专攻 |

### 业余课程
| - 没有 |

### 附属学校
- 前白梅学园短期大学附属幼儿园：成立于1969年[2]

### 附属机关
| - 图书馆 - 教育・福利研究中心 - 地区交流研究中心 - 儿童学研究所 |

## 相关链接
- 日本短期大学列表